# 桂町 (横浜市)
桂町（かつらちょう）は、横浜市栄区の町名。丁番を持たない単独町名である。住居表示未実施。

## 地理
㹨川と県道（原宿六浦線と横浜鎌倉線の重複区間）に挟まれた東西に長い区域で、東は中野町、南は県道を挟み公田町、西は鎌倉市岩瀬、笠間、北はいたち川を挟み小菅ヶ谷・柏陽・鍛冶ヶ谷に接する。栄区の行政の中心であり、海軍燃料廠跡地に栄区役所、栄警察署、栄消防署、神奈川県警察学校、横浜栄共済病院などが設けられている。交通機関はJR根岸線本郷台駅が利用できるほか、県道に上大岡駅・大船駅・金沢八景駅方面への路線バスが運行されている。

### 字
平島、推古、中耕地、上耕地

### 地価
住宅地の地価は、2025年（令和7年）1月1日の公示地価によれば、桂町字平島181番33の地点で23万9000円/m²となっている。

## 歴史

### 沿革
かつては鎌倉郡桂村で、1889年（明治22年）に笠間・中野・鍛冶ヶ谷・公田・上野・小菅ヶ谷の各村と合併、本郷村大字桂となる。1938年（昭和13年）、現在の桂町・小菅ヶ谷町・柏陽を含む一帯に第1海軍燃料廠が建設された。1939年（昭和14年）4月1日に横浜市戸塚区に編入され、戸塚区桂町が新設された。海軍燃料廠は終戦後大船PXとして接収され、1965年から1967年にかけて返還された。1968年（昭和43年）12月1日、1969年（昭和44年）6月1日に飛地を小菅ケ谷町、上郷町、鍛冶ケ谷町、中野町、公田町と整理する。1970年（昭和45年）8月5日に小菅ケ谷町と境界を変更する。1986年（昭和61年）に、分区により栄区桂町となる。1994年（平成6年）9月26日、住居表示（栄区小菅ケ谷第一次地区）の実施に伴い、桂町の一部を新設された小菅ケ谷一丁目に編入する。1995年（平成7年）10月16日、住居表示（栄区小菅ケ谷第二次地区）の実施に伴い、桂町の一部を新設された柏陽に編入する。

## 世帯数と人口
2025年（令和7年）6月30日現在（横浜市発表）の世帯数と人口は以下の通りである。
| 町丁 | 世帯数    | 人口    |
| ---- | --------- | ------- |
| 桂町 | 2,346世帯 | 3,877人 |

### 人口の変遷
国勢調査による人口の推移。
| 年                 | 人口  |
| ------------------ | ----- |
| 1995年（平成7年）  | 4,200 |
| 2000年（平成12年） | 3,931 |
| 2005年（平成17年） | 4,011 |
| 2010年（平成22年） | 3,761 |
| 2015年（平成27年） | 3,940 |
| 2020年（令和2年）  | 3,718 |

### 世帯数の変遷
国勢調査による世帯数の推移。
| 年                 | 世帯数 |
| ------------------ | ------ |
| 1995年（平成7年）  | 1,701  |
| 2000年（平成12年） | 1,693  |
| 2005年（平成17年） | 1,896  |
| 2010年（平成22年） | 1,919  |
| 2015年（平成27年） | 2,191  |
| 2020年（令和2年）  | 2,059  |

## 学区
市立小・中学校に通う場合、学区は以下の通りとなる（2024年11月時点）。
| 番・番地等 | 小学校               | 中学校               |
| --- | -------------------- | -------------------- |
| 1番地〜73番地の1                                                                                                | 横浜市立西本郷小学校 | 横浜市立西本郷中学校 |
| 150番地（桂・遠藤線以東） 153番地（桂・遠藤線以東） 204〜302番地 303番地の2〜終り                               | 横浜市立本郷小学校   | 横浜市立本郷中学校   |
| 73番地の2〜149番地 150番地（桂・遠藤線以西） 151番地、152番地 153番地（桂・遠藤線以西） 154〜203番地 303番地の1 | 横浜市立本郷台小学校 | 横浜市立本郷中学校   |

## 事業所
2016年（平成28年）現在の経済センサス調査による事業所数と従業員数は以下の通りである。
| 町丁 | 事業所数  | 従業員数 |
| ---- | --------- | -------- |
| 桂町 | 136事業所 | 1,781人  |

## 施設
- 横浜栄共済病院
- 横浜市立本郷中学校
- 神奈川県警察学校
- 横浜桂郵便局[19]
- 横浜市栄消防署
- 栄公会堂・栄スポーツセンター

## その他

### 日本郵便
- 郵便番号 : 247-0005[3]（集配局：大船郵便局[20]）

### 警察
町内の警察の管轄区域は以下の通りである。
| 番・番地等 | 警察署   | 交番・駐在所   |
| ---------- | -------- | -------------- |
| 全域       | 栄警察署 | 本郷台駅前交番 |